# Ernest Arrighi de Casanova
Pour les articles homonymes, voir famille Arrighi de Casanova, Arrighi et Casanova (homonymie).
Ernest Louis Henry Hyacinthe Arrighi de Casanova, né à Paris le 26 septembre 1814 et mort à Paris 16e le 28 mars 1888, 2e duc de Padoue, est un homme politique français.

## Biographie
Entré, en 1833, à l'École polytechnique, d'où il sort en 1835 comme officier du génie, il devient lieutenant en premier au 3e régiment de cette arme, puis donne sa démission en 1839. Dès lors il est tenu, comme son père, éloigné des fonctions publiques par la monarchie de Juillet.
Il est maire de Ris-Orangis du 1er octobre 1846 au 20 février 1848, ainsi que du 19 août 1848 au 14 février 1849, Gaëtan Fortunat Viaris ayant assuré l'intermède entre les deux mandats.
Très attaché à la famille Bonaparte, il n'aborde la scène politique qu'après l'avènement du prince Louis-Napoléon à la présidence française. Il prend le 24 janvier 1849 les fonctions de préfet de Seine-et-Oise, et prête, comme tel, tout son concours au coup d'État du 2 décembre 1851. Il appartient notamment aux « commissions mixtes » de son département.
Il passe de là au Conseil d'État, où il reste jusqu'en juin 1853. Promu alors sénateur, peu de temps avant la mort du duc de Padoue, son père, il est un des porte-paroles attitrés du gouvernement impérial, et fait plusieurs fois partie de la commission de l'Adresse.
Vice-secrétaire du Sénat en 1856, secrétaire en 1857, il est nommé ministre de l'Intérieur en mai 1859 : il occupe ce poste au moment de la deuxième guerre d'indépendance italienne. Il adresse alors aux préfets une circulaire ou il affirme « son dévouement sans réserve à la dynastie ». Il ajoutait que cette dynastie était « la clef de voûte de l'édifice social », et recommande aux préfets de s'attacher à prévenir et à dissiper les « préoccupations » que pourrait faire naître le départ de l'Empereur. Il contresigne les bulletins et les correspondances officielles de la campagne, ainsi que les décrets d'amnistie du 15 août suivant, et fait remise des avertissements donnés aux journaux. Aux mois de novembre, il abandonne son portefeuille à Adolphe Billault, pour raisons de santé, et reçoit, comme compensation, la Grand-croix de la Légion d'honneur.
À partir de ce moment, il continue de siéger au Sénat jusqu'au 4 septembre 1870, qui le rend à la vie privée. Retiré dans le département de Seine-et-Oise, où il est conseiller général, il devient un des membres les plus militants du Comité de l'Appel au peuple (structure bonapartiste).

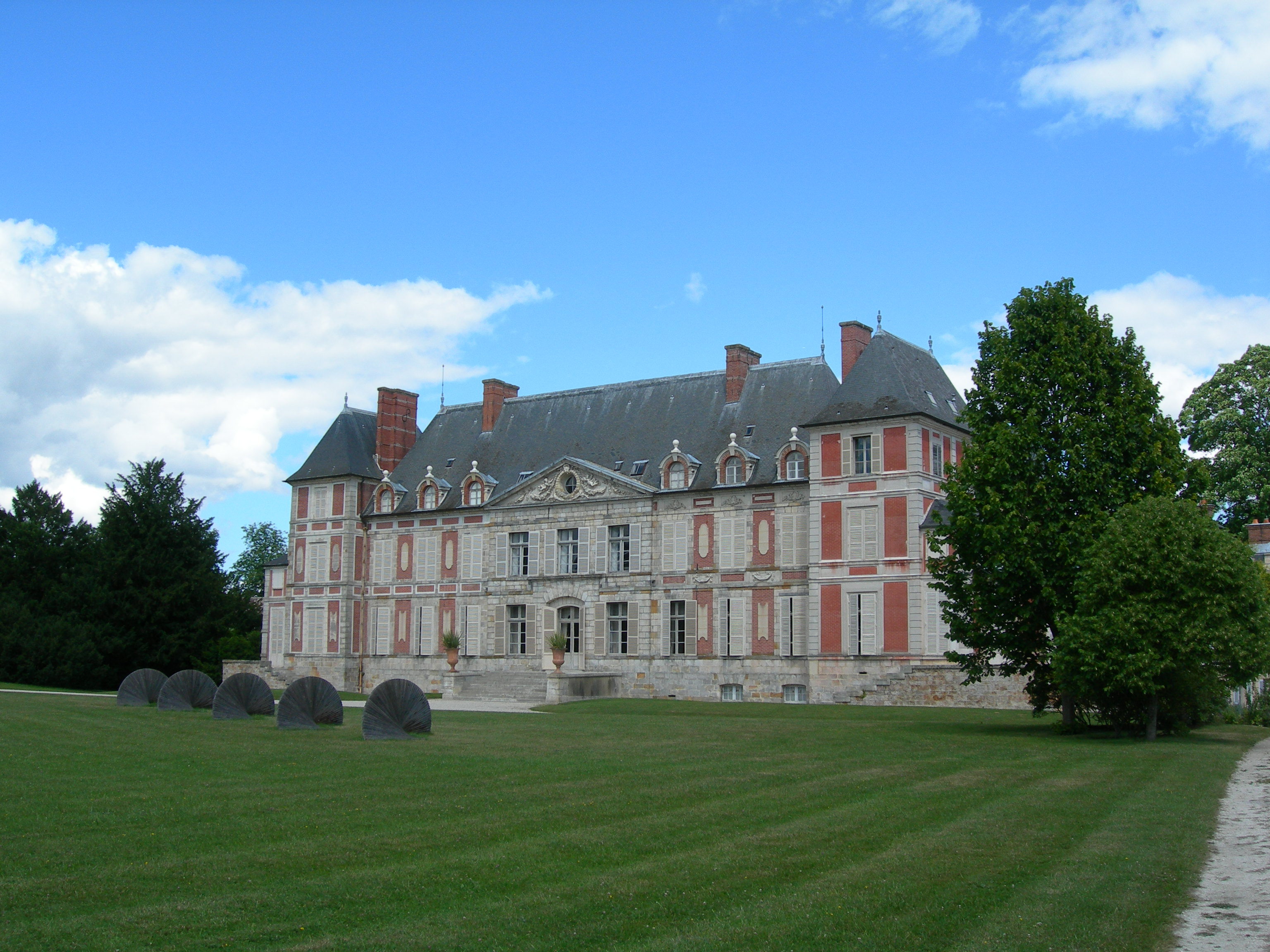
Le château de Courson.

Bien que le "Dictionnaire des Parlementaires français" de 1889 de Robert et Cougny indique que "le gouvernement du 24 Mai (1873) le nomma maire de la commune de Courson-Launay", il fut plus probablement élu maire de la commune de Courson-Monteloup lors des élections municipales de 1871. En effet, il est dénommé à cette fonction dès le mois de mai 1871 dans les registres d'état-civil et de ceux de délibérations de cette commune. Il était en fonctions lorsqu'il alla haranguer, le 16 mars 1874, à Chislehurst, le Prince impérial, au nom des fidèles du parti ; il fut, de ce chef, suspendu par M. Henri Limbourg, préfet de Seine-et-Oise.
Après avoir vainement essayé, à deux reprises, de se faire élire à l'Assemblée nationale en Seine-et-Oise, il se retourne vers les électeurs du département de la Corse, et le 20 février 1876, il est élu député conservateur bonapartiste de l'arrondissement de Calvi : il a réuni 2 535 voix sur 4 848 votants et 6 493 inscrits. Il siège au groupe de l'appel au peuple, s'associe à l'acte du Seize-Mai, et soutient, avec la minorité, le ministère du duc de Broglie.
Aux élections du 14 octobre 1877, la même circonscription le réélit à la Chambre ; il s'est présenté en même temps dans Seine-et-Oise ou il a été battu par M. Carrey, un des 363. Dans la législature de 1877-1881, le duc de Padoue vote contre les divers ministères de gauche qui sont appelés aux affaires ; il se prononce contre l'amnistie, contre le retour du Parlement à Paris, contre l'article 7, contre l'application des lois existantes aux congrégations non autorisées, contre le l'établissement du divorce, etc.
Un assez grave incident est soulevé à son sujet en juin 1880 devant la Chambre des députés ; accusé d'avoir profité d'une double inscription de domicile pour voter deux fois, à Paris et à Rambouillet, Il est l'objet d'une demande de poursuites que l'Assemblée accorde. Mais le duc de Padoue bénéficie de l'amnistie du 14 juillet, et l'affaire n'a pas de suites.
Il meurt l'année suivante. Il repose au cimetière du Père-Lachaise à Paris (26e division) auprès de son épouse Marie Marguerite Bruat, décédée en 1928.

## Vie familiale
Fils de Jean-Thomas Arrighi de Casanova (8 mars 1778 - Corte † 22 mars 1853 - Paris) et Anne Rose Zoé de Montesquiou Fezensac (avril 1792, Paris - 14 juin 1817, Trieste), fille de Henri (3 janvier 1768, Paris - 27 juin 1844, Tours) 1er comte de Montesquiou Fezensac et de l'Empire (14 février 1810), chambellan de Napoléon Ier, et d'Augustine Dupleix de Bacquencourt (1772-1797), dame du palais de l'impératrice Marie-Louise (après 1810-1814), Ernest Louis Henri Hyacinthe Arrighi de Casanova épousa le 5 septembre 1842 à Paris Élise Françoise Joséphine Honnorez (20 février 1824, Mons - 1er septembre 1876,  Courson-Monteloup), fille de Florent François Daniel Honnorez (16 février 1780 - paroisse de Saint-Nicolas-en-Havré de Mons † 28 octobre 1830 - Ghlin), propriétaire et bourgmestre de la commune de Ghlin, et d'Adèle Narcisse Defontaine (23 floréal an XI (13 mai 1803), Mons † 13 novembre 1875 - château de Ris-Orangis), épouse en secondes noces de Henri Marie Daniel Gaultier, comte de Rigny et vice-amiral. De ce premier mariage, il eut :
1. Marie Adèle Henriette Arrighi de Casanova de Padoue (11 septembre 1849, château de Ris-Orangis[14] - 19 décembre 1929, Paris (8e arrondissement)[15]), mariée le 14 mai 1870 à Paris (8e arrondissement)[16], avec Georges Ernest Maurice de Riquet (10 avril 1845 - Paris † 28 septembre 1931 - Courson-Monteloup), duc de Caraman[17], dont postérité.

Par son premier mariage et celui des deux sœurs d'Élise Françoise Joséphine Honnorez, Ernest Louis Henri Hyacinthe Casanova fut le beau-frère par alliance de Frédéric Joseph Barthélémy Lagrange, député du Gers et d'Auguste Elisabeth Joseph Bon-Amour de Talhouët-Roy, député puis sénateur de la Sarthe. En effet, le premier épousa le 1er juin 1840 à Paris Hortense Jeanne Augustine Honnorez (11 mars 1823, Mons - 30 avril 1841, Paris (1er arrondissement)) et le second Léonie Marie Désirée Sidonie Honnorez (2 novembre 1829, Mons  - 18 juillet 1892, château de Le Lude) le 2 août 1847 à Ris-Orangis.
Veuf, il se remarie, en novembre 1877, avec Marie Marguerite Adèle Bruat (31 août 1844, Papeete-1928) fille de l'amiral de France, Armand Joseph Bruat, et de Caroline-Félicie Peytavin (12 mars 1821 - Aix-en-Provence † ), petite-fille paternelle de Joseph Bruat, juge au tribunal civil d'Altkirch, et maternelle de Jean-Baptiste Peytavin, receveur principal des douanes, et de Marie Thérèse Antoinette Espariat .

## Biens possédés
Dans l'atlas cadastral parcellaire de la Belgique pour la province de Hainaut datant du XIXe siècle, Ernest Louis Henri Hyacinthe Arrighi de Casanova apparaît dans la liste des propriétaires pour les communes de Flobecq, de Ghlin, d'Hyon, de Mons, de Neufmaison, d'Ogy, de Silly et de Sirault. Ces biens lui proviennent très probablement de son premier mariage avec Élise Françoise Joséphine Honnorez, originaire de Belgique.

## Fonctions
- Préfet de Seine-et-Oise (1849-1851) ;
- Conseiller d'État (1851 - juin 1853) ;
- Sénateur (1er janvier 1853 - 4 septembre 1870),
  - Vice-secrétaire du Sénat (1856),
  - Secrétaire du Sénat (1857),
- Ministre de l'Intérieur (5 mai 1859 - 1er septembre 1859),
- Conseiller général de Seine-et-Oise ;
- Maire de la commune de Courson ;
- Maire de Ris-Orangis[3] :
  - du 1er octobre 1846 au 20 février 1848,
  - du 19 août 1848 au 14 février 1849,
- Député (bonapartiste : Appel au peuple) de la Corse à la Chambre :
  - 20 février 1876 - 25 juin 1877 ;
  - 14 octobre 1877 - 27 octobre 1881.

## Titres
- « Transmission des dotations majorataires et du titre de duc de Padoue » y attaché, conférés à Jean-Thomas Arrighi de Casanova, duc de Padoue, par lettres patentes du 24 avril 1808, confirmée en faveur du fils, Ernest-Louis-Henri-Hyacinthe Arrighi de Casanova, par arrêté ministériel du 20 novembre 1853[34].

## Distinctions
- Chevalier de l'ordre national de la Légion d'honneur (décret du Président de la République du 8 février 1850, contresigné par le ministre de l'intérieur)
- Grand-croix de la Légion d'honneur (9 novembre 1859) ;

## Armoiries
| Figure | Blasonnement |
|        | Armes des Arrighi de Casanova D'azur, à un bras senestre d'or, naissant d'une tour du même, tenant une clef d'argent soutenue des pattes de devant d'un lion d'or., |
|        | Armes du duc de Padoue Écartelé : aux 1 et 4, d'argent, à une croix treillissée d'azur ; aux 2 et 3, d'or, à un sphinx de sable, couché sur une base de gueules, tenant un étendard turc à trois queues de cheval, posé en barre, de sable ; au chef des ducs de l'Empire brochant., |